# Io & Marilyn
Io & Marilyn è un film del 2009 diretto e interpretato da Leonardo Pieraccioni e prodotto dalla Medusa Film.

## Trama
Gualtiero Marchesi è un idraulico di quarantaquattro anni, appena divorziato dalla moglie Ramona, che lavora nel circo del nuovo compagno Pasquale e con il quale ha in affidamento la figlia avuta con Gualtiero, Martina, anche lei circense.
Una notte, per gioco, Gualtiero decide di fare una seduta spiritica in compagnia del cugino pasticciere Massimo, del fidanzato e socio di quest'ultimo, Petronio, e di Jolanda: indecisi su chi richiamare dal mondo dei morti, i quattro, sotto consiglio di Gualtiero, invocano Marilyn Monroe. Gualtiero, tuttavia, a differenza degli altri tre, non sa di aver chiamato la diva dal profondo del cuore e per questo lei appare davvero nella sua vita sotto forma di fantasma, ma solo lui può interagire con lei. Infatti, quando Gualtiero chiama i carabinieri credendola una ladra, questi non possono vederla e pensano che Gualtiero abbia scambiato la poltrona del proprio salotto per Marilyn Monroe.
Convinto di soffrire di allucinazioni, Gualtiero si rivolge al dottor Verdicchio, uno psichiatra, che gli diagnostica la fantomatica "sindrome di Pignac": lo psichiatra consiglia a Gualtiero di assecondare la presenza che lui crede di vedere e lo invita a unirsi al suo gruppo di terapia di cui fa parte anche Arnolfo, un personaggio stravagante che ha avuto la stessa esperienza di Gualtiero in passato e che, siccome gli crede, si decide ad aiutarlo per avere prova delle sue teorie sull'aldilà.
Incoraggiato da Marilyn, desiderosa di aiutarlo a riunire la famiglia, Gualtiero invita Ramona a cena, convinto di averla riconquistata dopo che avevano trascorso da soli con la figlia una giornata a Rimini. I piani di Gualtiero però non vanno come sperato: infatti Ramona dapprima manda avanti Pasquale per regolare i conti con Gualtiero, e solo in un secondo momento, pentitasi della propria vigliaccheria, decide di parlare in faccia all'ex marito per chiarire che in realtà non desiderava minimamente riprendere la loro relazione e informarlo che invece sta per sposarsi con Pasquale, aggiungendo l'insistente richiesta di partecipare lui stesso al matrimonio, per far piacere alla figlia. Gualtiero si trova così costretto ad andarci controvoglia, venendo per altro diffidato da parte del cugino Massimo.
Durante la festa che segue la cerimonia, Gualtiero ha un colloquio con Martina, che lo rimprovera di non aver lottato abbastanza per riconquistare la moglie e che gli spiega che Ramona ha scelto Pasquale perché è molto più coraggioso di lui. Gualtiero decide allora di sfidare Pasquale nel lancio dei coltelli di spalle al bersaglio, per dimostrare alla figlia di essere anche lui coraggioso ma che semplicemente non gli piace fare il gradasso, e rimane ferito a una gamba.
Nel frattempo, Gualtiero non riesce più a comunicare con Marilyn: da un lato riceve i complimenti dello psichiatra, che lo considera guarito dalla sindrome di Pignac, dall'altro invece si sente perduto, perché ritiene di essersi "innamorato di un fantasma" e sente la mancanza dei momenti trascorsi con la diva statunitense. Tuttavia, qualche tempo dopo Gualtiero ritrova Marilyn grazie all'aiuto di Arnolfo, e le racconta di aver riconquistato la fiducia di Martina, dopo aver capito che la propria figlia è diventata per lui la donna più importante della sua vita.

## Produzione
Le riprese del film si sono svolte a Firenze e Roma; la scena finale è stata invece girata a Piombino.
Il protagonista si chiama Gualtiero Marchesi, esattamente come il famoso chef, a cui prima delle riprese è stato chiesto il benestare da Pieraccioni, dicendogli che se non avesse concesso il permesso si sarebbe chiamato Gianfranco Vissani.

## Distribuzione
Il film è uscito nelle sale cinematografiche italiane il 18 dicembre 2009 incassando 12 946 696 €.

## Musica
Il sottofondo finale del film è Notturno di Gianluca Sibaldi.